# Alfabeti greci arcaici

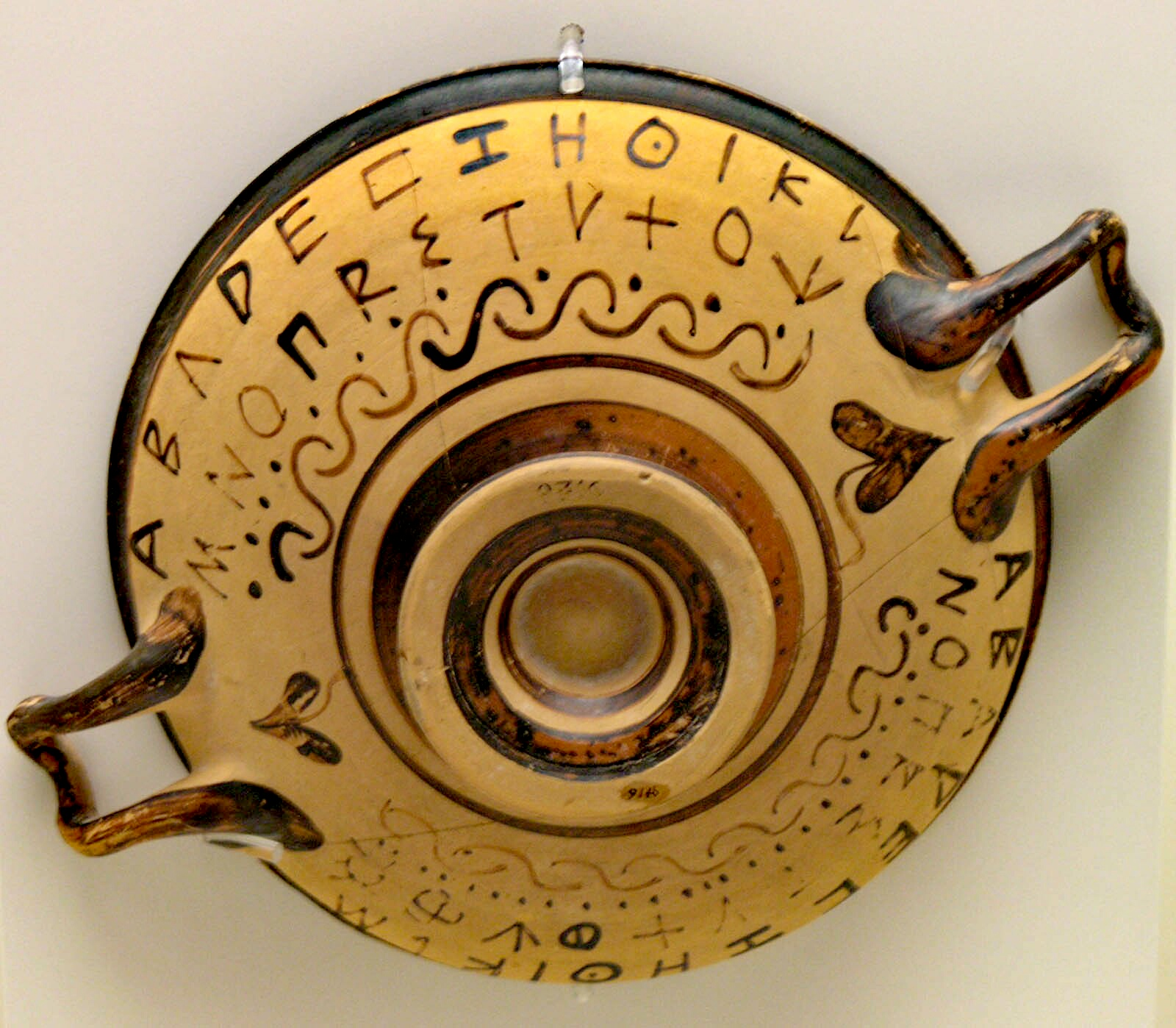
Alfabeto greco arcaico su una kylix attica a figure nere (Museo archeologico nazionale di Atene)

Durante il periodo arcaico e i primi decenni del periodo classico nell'antica Grecia sono state utilizzate molte varianti locali dell'alfabeto greco, fino a quando non sono state rimpiazzate intorno al 400 a.C. dall'alfabeto di 24 lettere dell'età classica, un sistema di scrittura ancora oggi adoperato e standardizzato dalle popolazioni greche nei secoli. Tutte le varianti dell'alfabeto greco si basavano sull'alfabeto fenicio, con l'eccezione della lettera samekh (𐤎), la cui variante greca xi (Ξ) era utilizzata solamente da un sottogruppo di alfabeti greci, e della lettera upsilon (Y), introdotta in Grecia per rappresentare il suono vocalico /u/.
Gli alfabeti locali, definiti epicori, si differenziavano in vari modi: nell'utilizzo delle lettere consonantiche chi (X), phi (Φ) e psi (Ψ); nell'utilizzo delle lettere vocaliche omega (Ω) ed eta (Η), in assenza o meno della lettera eta pronunciata come fricativa glottidale sorda, [h]; nell'utilizzo o meno di talune lettere arcaiche come digamma (Ϝ), qoppa (Ϙ) e san (Ϻ); e in molti dettagli che riguardano la forma di ciascuna lettera nello specifico. 
Il sistema oggi conosciuto come l'alfabeto greco standard era originariamente una variante diffusa nelle città ioniche dell'Asia Minore. Venne adottato ufficialmente ad Atene nel 403 a.C. e dalla maggior parte della civiltà greca intorno alla metà del IV secolo a.C.

## Aspirate e gruppi consonantici
È di uso comune dividere gli alfabeti epicori in quattro grandi gruppi, basandosi sul loro differente approccio nell'utilizzo delle lettere i cui suoni siano aspirati come /pʰ]/ e /kʰ/ oppure che indichino gruppi consonantici come /ps/ e /ks/. Questi quattro gruppi sono spesso indicati per convenzione con i colori verde, rosso, blu chiaro e blu scuro, traendo come fonte una mappa a colori apparsa su un pionieristico saggio del XIX secolo sull'argomento, Studien zur Geschichte des griechischen Alphabets, scritto da Adolf Kirchhoff e pubblicato nel 1867.
Il gruppo "verde" (o meridionale) è il più arcaico e il più vicino all'alfabeto fenicio, mentre il gruppo "rosso" (od occidentale) è quello che si diffuse successivamente a ovest della Grecia e che divenne il progenitore dell'alfabeto latino, e mostra alcune caratteristiche a riprova di questo successivo sviluppo. I gruppi "blu" (od orientali) sono invece quelli da cui si è poi sviluppato l'alfabeto greco che è arrivato ai giorni nostri.
| Lettere fenicie    | Lettere fenicie    | Lettere fenicie    | 𐤀   | 𐤁   | 𐤂   | 𐤃   | 𐤄   | 𐤅   | 𐤆    | 𐤇   | 𐤇    | 𐤈    | 𐤉   | 𐤊   | 𐤋   | 𐤌   | 𐤍   | 𐤎    | 𐤏   | 𐤐   | 𐤑   | 𐤒   | 𐤓   | 𐤔   | 𐤕   |     |      |      |      |      |      |
| ------------------ | ------------------ | ------------------ | --- | --- | --- | --- | --- | --- | ---- | --- | ---- | ---- | --- | --- | --- | --- | --- | ---- | --- | --- | --- | --- | --- | --- | --- | --- | ---- | ---- | ---- | ---- | ---- |
| Meridionale        | verde              | verde              |     |     |     |     |     |     |      |     | —    |      |     |     |     |     |     | —    |     |     |     |     |     |     |     |     | —    | —    | —    | —    | —    |
| Occidentale        | rosso              | rosso              |     |     |     |     |     |     |      |     | —    |      |     |     |     |     |     | —    |     |     |     |     |     |     |     |     |      |      |      | —    | —    |
| Orientale          | blu chiaro         | blu chiaro         | —   |     |     |     |     |     |      |     | —    |      |     |     |     |     |     | —    |     |     |     |     |     |     |     |     |      |      |      | —    | —    |
| Orientale          | blu scuro          |                    | —   |     |     |     |     |     |      |     | —    |      |     |     |     |     |     |      |     |     |     |     |     |     |     |     |      |      |      |      | —    |
| Ionico classico    | Ionico classico    | Ionico classico    | —   | —   | —   |     | —   | —   |      |     |      |      |     |     |     |     |     |      |     |     |     |     |     |     |     |     |      |      |      |      |      |
| Alfabeto moderno   | Alfabeto moderno   | Alfabeto moderno   | Α   | Β   | Γ   | Δ   | Ε   | —   | Ζ    | —   | Η    | Θ    | Ι   | Κ   | Λ   | Μ   | Ν   | Ξ    | Ο   | Π   | —   | —   | Ρ   | Σ   | Τ   | Υ   | —    | Φ    | Χ    | Ψ    | Ώ    |
| Pronuncia classica | Pronuncia classica | Pronuncia classica | /a/ | /b/ | /g/ | /d/ | /e/ | /w/ | /zd/ | /h/ | /ɛː/ | /tʰ/ | /i/ | /k/ | /l/ | /m/ | /n/ | /ks/ | /o/ | /p/ | /s/ | /k/ | /r/ | /s/ | /t/ | /u/ | /ks/ | /pʰ/ | /kʰ/ | /ps/ | /ɔː/ |

Distribuzione dei gruppi di alfabeti epicori, secondo Kirchhoff.

Il gruppo "verde" non utilizzava altre lettere in aggiunta al sistema di scrittura fenicio e non prevedeva la lettera xi (Ξ). Perciò i suoni aspirati /pʰ/ e /kʰ/ erano trascritti semplicemente come pi (Π) o kappa (Κ) rispettivamente, senza alcuna distinzione dai suoni non aspirati /p/ e /k/, oppure attraverso i digrammi pi-eta (ΠΗ) e kappa-eta (ΚΗ). Allo stesso modo, i gruppi consonantici /ps/ e /ks/ venivano trascritti come pi-sigma (ΠΣ) e kappa-sigma (ΚΣ). Questo sistema veniva utilizzato a Creta e in altre isole dell'Egeo meridionale, tra cui Thera, Milo e Anafi.
Anche il gruppo "rosso" non si avvaleva della lettera xi, bensì introduceva alla fine dell'alfabeto la lettera chi (X) per indicare lo stesso suono. Inoltre, questo alfabeto prevedeva due lettere per indicare i suoni aspirati, phi (Φ) e psi (Ψ). Da notare che l'utilizzo della lettera chi (X) in questo alfabeto era più simile a quello della X dell'alfabeto latino (quindi pronunciata /ks/) piuttosto che alla lettera chi dell'alfabeto greco, la cui pronuncia classica è /kʰ/. Questo sistema di scrittura era in uso nella maggioranza della Grecia continentale (Tessaglia, Beozia e gran parte del Peloponneso), così come nell'isola di Eubea e in molte colonie greche in Italia.
La lettera xi non era presente nemmeno nell'alfabeto del gruppo "blu chiaro" e quest'ultimo introduceva soltanto le lettere phi e chi, con quest'ultima che acquisiva la pronuncia classica. Questo sistema non aveva perciò delle lettere dedicate ai gruppi consonantici /ps/ e /ks/, che venivano invece trascritti rispettivamente come phi-sigma (ΦΣ) e chi-sigma (ΧΣ). Questo era il sistema in uso ad Atene prima del 403 a.C. e in diverse isole del Mar Egeo.
Infine, l'alfabeto di gruppo "blu scuro" era quello che si avvaleva di tutte le lettere utilizzate anche dall'alfabeto greco standard: in aggiunta a phi e chi (previste anche nel gruppo "blu chiaro"), esso introduceva anche le lettere psi (alla fine dell'alfabeto) e xi (nella stessa posizione della lettera samekh dell'alfabeto fenicio). Questo sistema di scrittura si diffuse nella Dodecapoli ionia e a Cnido in Asia Minore, nonché a Corinto e Argo nel Peloponneso.

## Eta e il suono /h/
La lettera eta (, , originariamente chiamata heta) aveva due funzioni differenti, entrambi derivanti dal nome della lettera fenicia corrispondente, heth: la maggioranza dei dialetti greci continuava ad utilizzarla per indicare la fricativa glottidale sorda (/h/), similmente alla sua pronuncia fenicia /ħ/. Con il tempo, questo suono scomparve dalla lingua parlata (un processo noto come psilosi) e la lettera eta assunse invece la pronuncia classica /ɛː/. I dialetti che sperimentarono per primi la psilosi furono lo ionico orientale, l'eolico di Lesbo e il dorico di Creta e dell'Elide.
La distribuzione della eta vocalica si differenziava tra i vari dialetti, poiché la lingua greca prevedeva tre fonemi distinti per indicare la vocale E: eta (H,η) per indicare il suono /ɛː/, la lettera epsilon (E,ε) per indicare /e/ ed infine il dittongo epsilon-iota (EI,ει) per indicare /eː/. Nei dialetti dell'Anatolia e delle isole dell'Egeo che sperimentarono la psilosi, la eta vocalica veniva utilizzata soltanto per il suono /ɛː/, mentre in un molte isole come Rodi, Milo, Thera e Paro, veniva utilizzata sia come vocale che come /h/, senza distinzione. A Cnido, una variante della lettera venne creata per distinguere tra le due pronunce:  per il suono vocalico,  per la fricativa glottidale sorda. Dopo il 400 a.C., nelle colonie della Magna Grecia e in particolar modo a Taranto, venne utilizzata una distinzione simile, dove la lettera  indicava il suono vocalico, mentre la lettera  indicava la /h/. Quest'ultima lettera venne in seguito trasformata in un segno diacritico.
A Nasso il sistema era leggermente diverso: anche qui la stessa lettera veniva adoperata per indicare la /h/ e la vocale /εː/, ma soltanto nei casi in cui il suono vocalico derivasse dalla pronuncia antica /aː/. Questo probabilmente significa che laddove in altri dialetti l'antico e il nuovo suono vocalico si erano già fusi in un unico fonema, il suono che prendeva piede a Nasso era ancora abbastanza distinto sia da  /aː/ che da  /εː/, andando quindi ad assomigliare ad un suono simile a /æ/.
Un'altra distinzione si trovava nelle città nel nord-est del Peloponneso, prima fra tutte Corinto: qui non era il suono /ɛː/ a distinguersi tra le varie forme della vocale E, bensì il suono /eː/. La lettera epsilon veniva utilizzata esclusivamente per quest'ultimo suono, mentre il grafo (o, a Sicione, ) indicava sia il suono breve /e/ sia /ɛː/. Un'ultima variazione di questo sistema si poteva trovare a Tirinto: utilizzava le stesse lettere usate a Corinto, ma con la distinzione tra eta ed epsilon.
| Regione                  | /h/ | /ɛː/ | /ɛː/ | /e/ | /eː/ |
| ------------------------ | --- | ---- | ---- | --- | ---- |
| Ionia, Eolide, Creta     | –   | Η    | Η    | Ε   | Ε    |
| Rodi, Milo, Thera, Paro  | Η   | Η    | Η    | Ε   | Ε    |
| Cnido                    | Η   |      |      | Ε   | Ε    |
| Nasso                    | Η   | Η    | E    | Ε   | Ε    |
| Tirinto                  | Η   |      |      | Ε   | Ε    |
| Corinto, Megara, Sicione | Η   |      |      |     | Ε    |
| Altri                    | Η   | Ε    | Ε    | Ε   | Ε    |

## Lettere arcaiche

### Digamma
La lettera digamma (Ϝ) veniva generalmente utilizzata negli scritti locali nel cui dialetto era ancora presente il suono semivocalico /w/. Durante il periodo arcaico, questi dialetti erano quelli della Grecia continentale (esclusa l'Attica), di Eubea e Creta. Ad Atene e Nasso sembra appartenesse esclusivamente al linguaggio poetico. In tutti gli altri luoghi, come ad esempio nelle isole del Mare Egeo e ad oriente, il suono /w/ era già scomparso dalla lingua parlata.
La forma di questa lettera variava a seconda del tempo e del luogo. La forma più comune inizialmente era , ma con l'avanzare del tempo si è evoluta assieme alla epsilon (che si modificò da  a ) e cominciò ad essere scritta come  o anche . Nella Creta arcaica veniva utilizzata la forma  (che assomigliava maggiormente al grafema fenicio waw), o una variante in cui la gamba destra era piegata verso lo stesso lato ().

### San
Alcune fonti scritte locali usavano la lettera san (Ϻ) al posto del normale sigma per indicare il suono /s/. Non è chiaro se la distinzione tra le due lettere corrispondesse in origine alle diverse articolazioni del fonema /s/ nei differenti dialetti. L'epigrafista Lilian Hamilton Jeffery teorizzò che san indicasse in origine il suono /z/ e che i dialetti dorici che mantennero l'uso di san al posto di sigma potessero pertanto avere questa pronuncia al posto del suono sordo /s/. Roger Woodard, professore di studi classici all'Università di Buffalo (Stati Uniti), ipotizza invece che san potesse essere stato inizialmente utilizzato per indicare /ts/.
In ogni caso, ogni dialetto aveva la tendenza ad usare o san o sigma e l'utilizzo di uno precludeva l'utilizzo dell'altro. Mentre le prime raccolte alfabetiche indicavano entrambe le lettere separatamente, fonti successive al VI secolo ne indicavano soltanto una. La lettera san era in uso ad Argo fino alla fine del VI secolo a.C., a Sicione fino al 500 a.C. circa, a Corinto fino alla prima metà del V secolo a.C. e a Creta per un periodo di tempo più lungo. A Sicione la lettera venne mantenuta come simbolo della valuta locale.

### Qoppa
La lettera arcaica qoppa (Ϙ), usata per indicare il suono /k/ quando si presentava prima delle vocali /o/ e /u/, era inizialmente comune a molti alfabeti epicori. Iniziò a cadere in disuso intorno alla metà del VI secolo a.C.. Alcune regioni doriche come Corinto, Argo, Creta e Rodi, continuarono ad utilizzarla fino al V secolo a.C..

## Lettere innovative

### Omega
La nuova lettera omega (Ω) comparve ad Oriente intorno al 600 a.C., nelle città ionie dell'Asia Minore, per indicare il suono /ɔː/. Fu creata spezzando la circonferenza chiusa della lettera omicron (Ο), in origine in corrispondenza del lato. La lettera venne in seguito ruotata verso il basso e i due punti spezzati vennero fatti sporgere verso l'esterno, creando la forma che conosciamo oggi: (, , , )
La città dorica di Cnido, così come altre isole dell'Egeo (Paro, Taso e Milo), scelsero un utilizzo opposto della lettera, andando quindi a scambiare omicron ed omega.

### Sampi
Alcune città ionie usavano una lettera speciale, sampi (Ͳ), posizionata nell'alfabeto prima di omega, per indicare il suono /ss/, al posto del doppio sigma utilizzato da altri dialetti. Questo simbolo venne successivamente abbandonato, ma sopravvisse nella forma di numerale (). Era in uso nelle città di Mileto, Efeso, Alicarnasso, Eritre, Teo (tutte situate in Asia Minore), nell'isola di Samo, nella colonia ionia di Massilia e a Cizico, situata nella Misia. A Mesembria (oggi Nesebăr, in Bulgaria), era utilizzata sulle monete locali, che recavano incisa l'abbreviazione del nome della città, ΜΕͲΑ. Il suono che questa lettera rappresentava era un riflesso dei gruppi consonantici protogreci /kj/, /kʰj/, /tj/, /tʰj/ o /tw/, ed era probabilmente un suono intermedio durante il cambiamento fonetico dagli iniziali suoni occlusivi al successivo suono sibilante /s/, forse un'affricata simile a /ts/.

### San arcadico
I greci arcado-ciprioti di Mantinea utilizzarono in un documento una lettera innovativa simile a И (), probabilmente derivata da una variante della lettera san, per indicare quello che si presume essere il suono /ts/, nelle parole in cui quest'ultimo si rifaceva all'etimologia protogreca /kʷ/.

### Digamma panfilio
Tra i greci della città di Panfilia, la lettera digamma (Ϝ) conviveva con un'altra forma distinta, . Si è speculato sul fatto che in questo dialetto il suono semivocalico /w/ possa essersi modificato, in determinate parole, nella consonante /v/. Il digamma comune avrebbe potuto indicare il nuovo suono consonantico, mentre il digamma panfilio indicherebbe il suono /w/ laddove fosse stato mantenuto. La lettera  deriva probabilmente dalla forma simile della beta di Corinto. In questo alfabeto peloponnesiaco, l'approssimante posteriore /w/ era rappresentata da <Ϝ>, mentre la lettera <Ͷ> era utilizzata come /b/. Tuttavia, ci sono prove del fatto che potesse assumere anche un valore /w/. Una volta giunta in Anatolia, questa lettera venne impiegata principalmente per rappresentare il suono /w/, talvolta se in alternanza con <Ϝ> e <B>.

### Epsilon beota
Una speciale variante della lettera epsilon, , venne utilizzata per un breve periodo nella città beota di Tespie durante gli ultimi anni del V secolo a.C. Compariva al posto della normale epsilon ogni volta che il suono /e/ precedesse un'altra vocale. Giacché la sua forma suggerisce un'unione tra la epsilon e la iota, si pensa che indicasse un suono simile a /i/. È attestata soltanto in una fonte, delle steli funerarie del 424 a.C.

## Forme dei glifi
Molte delle lettere conosciute dell'alfabeto greco classico mostravano delle variazioni nella forma, alcune delle quali erano caratteristiche di specifici alfabeti locali.
La forma di zeta (Ζ) tendenzialmente aveva il tronco diritto () in tutti gli alfabeti locali del periodo arcaico. Theta (Θ) aveva spesso una croce al suo interno ( o ), xi (Ξ) possedeva una riga verticale al centro () e phi (Φ) era spesso scritta come . Upsilon (Υ) e psi (Ψ) presentavano di frequente delle varianti in cui il tratto verticale finale veniva reciso, risultando quindi in  e . Eta (Η) era in origine di forma rettangolare e chiusa () e si svilupparono molte varianti.
La forma iniziale di epsilon (Ε) era , con i bracci obliqui ed una piccola gamba discendente; si modificò nel più ortogonale Ε durante tutto il periodo arcaico. Un cambiamento simile venne affrontato da digamma, che si trasformò da  a . Anche le prime forme di mu (Μ) presentavano una gamba discendente in prossimità del lato sinistro (), una peculiarità che venne mantenuta dalla lettera san nelle popolazioni che ne facevano uso.
Anche pi (Π) presentava una gamba più corta dell'altra () e la parte superiore tendeva ad essere più curva, assomigliando perciò alla P dell'alfabeto latino (). Il pi greco, alle volte, poteva presentare anche una coda discendente sul lato destro, ricordando perciò una R latina. Anche delta (Δ) aveva alcune varianti in cui il lato sinistro si presentava dritto e il lato destro appariva ruotato e, quando arrotondato, simile a una D latina (, )
La forma segmentata di sigma poteva essere rappresentata con diversi angoli e linee. Oltre alla forma classica con quattro segmenti (), una forma con tre segmenti (), simile a una S latina, era piuttosto comune nella Grecia continentale, inclusa l'Attica, e in diversi alfabeti di gruppo "rosso". La forma arrotondata del sigma (), che sarebbe poi diventata la forma standard durante l'epoca bizantina, non era ancora apparsa negli alfabeti arcaici.
La lettera iota (Ι) aveva due varianti principale: la classica linea dritta in verticale e una forma segmentata, simile a sigma, con tre, quattro o più segmenti (). La forma segmentata era la più antica e rimase comune in quei sistemi in cui non poteva essere confusa con sigma, poiché quest'ultima lettera era scomparsa e sostituita da san.
Gamma (Γ) e lambda (Λ) ebbero diverse varianti che potevano essere confuse l'una con l'altra. Alcune forme arrotondate di gamma erano molto diffuse ad Occidente, dove hanno poi ispirato la C latina. Varianti di lambda molto simili a una L latina erano particolarmente comuni in Eubea, Attica e Beozia. Le colonie achee avevano una forma di gamma che ricordava invece una iota, ovvero un singolo tratto verticale.
La lettera alfa (A) aveva poche varianti e per la maggior parte prevedevano una posizione diversa della linea orizzontale.
Beta (Β) aveva invece il maggior numero di varianti a livello locale, anche molto diverse tra loro. Oltre alla forma standard, arrotondata o meno, vi erano le forme di Gortina (), Tera (e ), Argo (), Milo (), Corinto (), Megara e Bisanzio () e delle Cicladi ().
Kappa (Κ), nu (Ν), omicron (Ο) e tau (Τ) presentavano piccole variazioni e quasi nessuna differenza dalle loro forme classiche.
Tutte le lettere potevano presentarsi in forma capovolta, quando il testo veniva scritto da destra verso sinistra, come spesso accadeva nei primi anni.

## Alfabeti locali rilevanti

### Attico antico

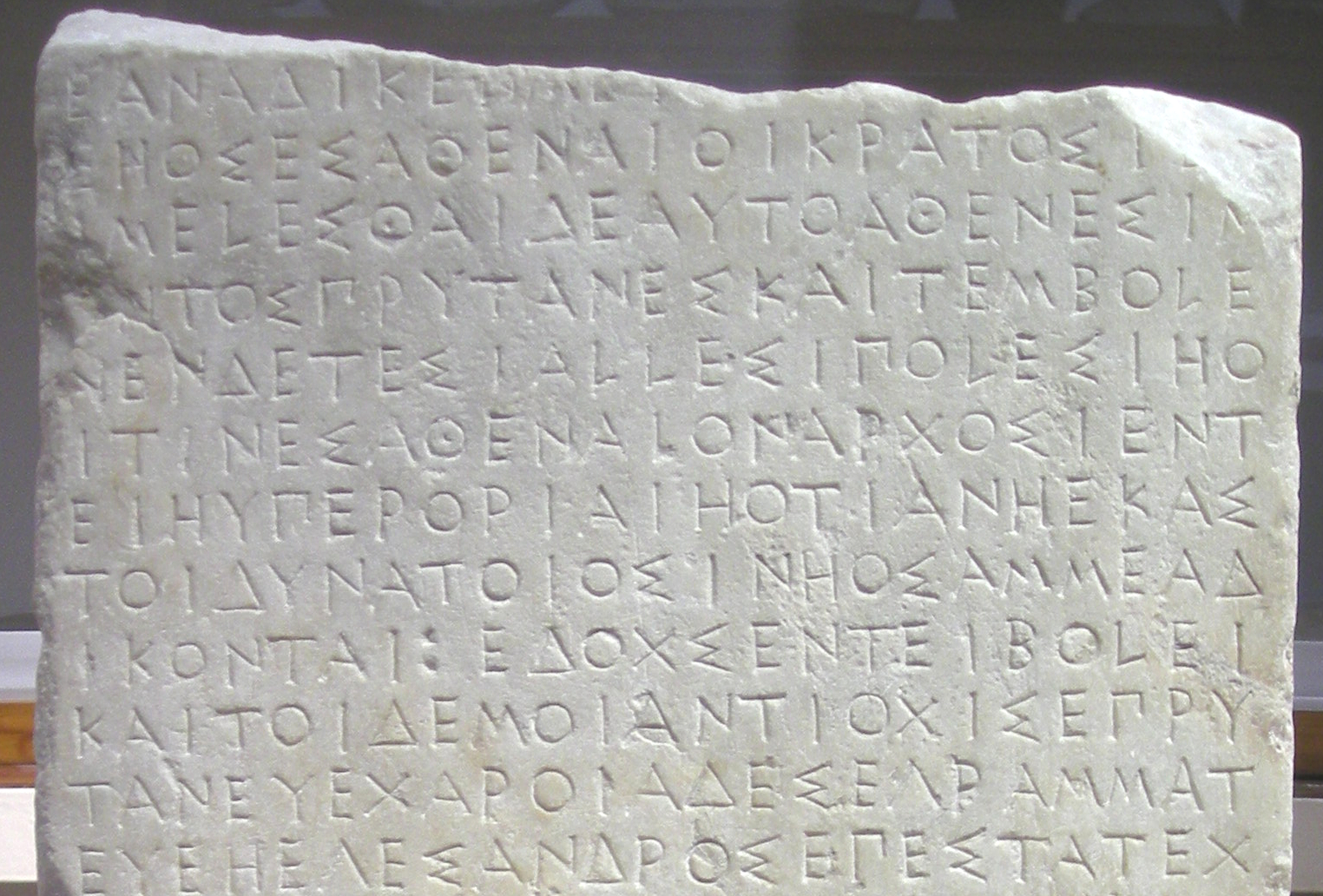
La frase "Ἔδοξεν τῇ Βουλῇ καὶ τῷ Δήμῳ" ("Il Consiglio e il Popolo hanno deciso") è solitamente trascritta come "Εδοχσεν τει Βολει και τοι Δεμοι" nelle iscrizioni della democrazia ateniese precedenti al 403 a.C..

Atene, fino alla fine del V secolo a.C., utilizzava una variante dell'alfabeto di gruppo "blu chiaro", con chi-sigma (ΧΣ) per il suono /ks/ e phi-sigma (ΦΣ) per /ps/. La lettera epsilon veniva utilizzata per /e/, /eː/ e /ɛː/, quindi sostituendo il valore vocalico della eta, che invece indicava la fricativa glottidale sorda /h/. Omicron si usava per /o/, /oː/ e /ɔː/, perciò la lettera omega non era presente. Tra le peculiarità del sistema di scrittura ateniese vi erano anche le varianti locali delle forme delle lettere, alcune delle quali erano correlate all'alfabeto euboico: una forma di lambda che ricordava la L latina e una forma di sigma che ricordava la S.
Verso la fine del V secolo a.C., l'utilizzo di elementi dell'alfabeto ionico affiancato a quello dell'alfabeto locale ateniese divenne piuttosto comune nella corrispondenza personale e nel 403 a.C., un decreto formale sanciva che la scrittura pubblica si adattasse alla nuova ortografia ionica. Questo nuovo sistema venne in seguito definito alfabeto "euclideo", prendendo il nome dall'arconte Euclide che ne promosse la diffusione.

### Euboico

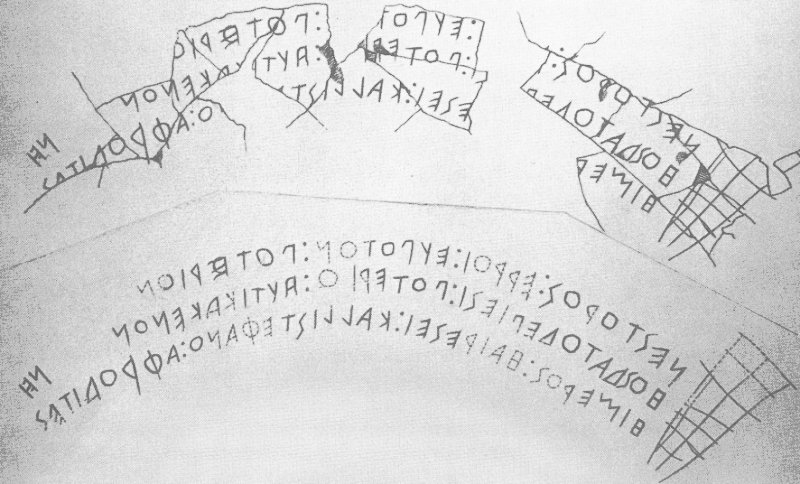
Le iscrizioni della coppa di Nestore, ritrovata ad Ischia; Alfabeto euboico (da destra a sinistra), VIII secolo a.C.

L'alfabeto euboico era in uso nelle città di Eretria e Calcide e nelle colonie dell'Italia meridionale, in particolar modo a Cuma e Pitecussa (attuale Ischia). Fu attraverso questa variante che l'alfabeto greco giunse nella penisola italiana, dove avrebbe poi originato gli alfabeti italici come l'etrusco e in seguito quello latino. Alcune delle caratteristiche distintive dell'alfabeto latino, comparate all'alfabeto greco standard, erano già presenti nel sistema di scrittura euboico.
L'alfabeto euboico apparteneva al gruppo "rosso" (occidentale). La lettera chi rappresentava il gruppo consonantico /ks/ e psi invece era usata per il suono /kʰ/. Come tutte le varianti più antiche, non prevedeva l'uso di omega ed eta non aveva valore vocalico. Manteneva anche le lettere arcaiche digamma (per il suono /w/) e qoppa (per il suono /k/). La lettera san non era normalmente utilizzata nella scrittura, ma venne comunque tramandata come parte dell'alfabeto, poiché compariva in alcune raccolte alfabetiche trovate in Italia e in seguito adottate dagli Etruschi.
Come Atene, la lambda presente in Eubea aveva una forma molto simile alla L latina e un sigma molto simile alla S. Altri elementi che sarebbero poi stati adottati dall'alfabeto latino sono la gamma arrotondata, simile a una C, la lettera delta simile a una D appuntita e rho provvista di una coda discendente, come una R.
Il classicista Barry B. Powell ha suggerito che l'Eubea fosse il luogo in cui l'alfabeto greco cominciò ad essere utilizzato alla fine del IX secolo a.C. e che fosse stato creato con lo scopo specifico di trascrivere i poemi epici dell'antichità.

### Corinzio

Scheggia di un vaso con iscrizioni in alfabeto corinzio arcaico, 700 a.C. circa.

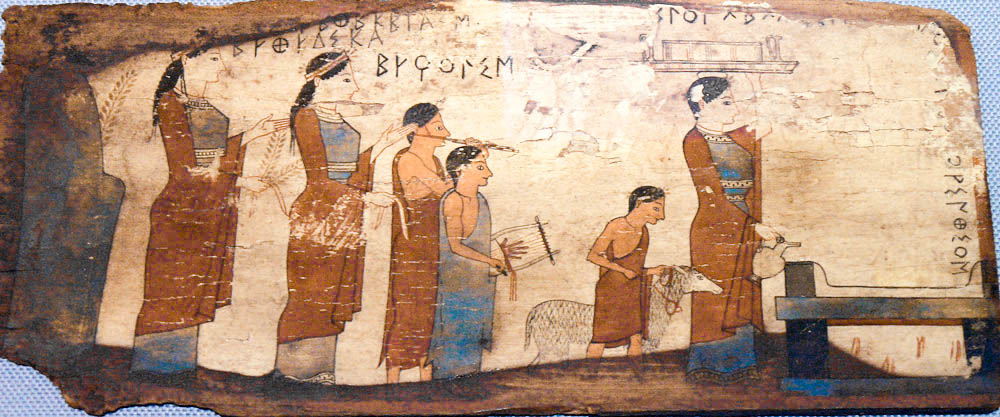
Scena di un sacrificio animale, Corinto (VI secolo a.C.)

Il dialetto dorico di Corinto veniva trascritto con un alfabeto particolare, appartenente al gruppo "blu scuro" (orientale) per quanto riguarda l'uso delle aspirate e dei gruppi consonantici, ma differente dagli altri sistemi ionici e orientali su molte questioni. Corinto faceva uso di san al posto del sigma per indicare il suono /s/ e conservava l'arcaica lettera qoppa, che veniva utilizzata per il suono /k/ che precedesse /o/ e /u/. Come descritto in precedenza, aveva anche un peculiare sistema di gestire la vocale E, con una lettera simile a una B per /e/ ed /ɛː/ e utilizzando la epsilon solamente per il suono /eː/. La lettera beta veniva scritta come  e la lettera iota assomigliava al sigma (, ).